# Richard Slánský
Richard Slánský (14. srpna 1904 Nezvěstice – 23. února 1973 Praha) byl československý novinář, politik a diplomat, mladší bratr popraveného generálního tajemníka ÚV KSČ Rudolfa Slánského. Od mládí se uplatňoval v žurnalistice jako člen Komunistické strany, po druhé světové válce zastával vysoké posty v diplomacii v Teheránu a Varšavě. Spolu s bratrem Rudolfem byl v listopadu 1951 zatčen a několik let vězněn. V roce 1963 dosáhl rehabilitace.

## Životopis
Narodil se v Nezvěsticích na Plzeňsku, pocházel z židovské rodiny a byl synem obchodníka Šimona Slánského (1870–1943), který později zahynul v Terezíně. Studoval na gymnáziu a obchodní akademii, po maturitě v roce 1924 pokračoval ve studiu na vysoké škole. Spolu se starším bratrem Rudolfem se zapojil do aktivit Komunistické strany a vysokoškolské studium nedokončil. Uplatnil se především jako novinář, nejprve v Plzni, kde byl od roku 1922 redaktorem Pravdy. Od roku 1928 byl vedoucím redaktorem zahraniční a ekonomické redakce Rudého práva. Ve třicátých letech se zapojil i do aktivit Kominterny, pobýval mimo jiné v Moskvě a ve Vídni. V letech 1934–1935 byl vězněn. Po okupaci Československa odešel spolu s manželkou Waltraut Loebingerovou, rozenou Hölzovou, do Londýna, kde znovu působil jako novinář přispívající do česky tištěných periodik.
Po osvobození se vrátil do Československa a v návaznosti na kariéru svého staršího bratra Rudolfa začal zastávat vysoké posty v diplomacii. Nejprve krátce působil na ministerstvu informací, odkud v říjnu 1948 přešel na ministerstvo zahraničí. Jako chargé d'affaires vedl v letech 1948–1949 zastupitelský úřad v Teheránu, poté byl v letech 1949–1951 velvyslaneckým radou a zástupcem velvyslance ve Varšavě. Na počátku roku 1951 byl navrhován na post velvyslance v Budapešti, ale k 1. březnu 1951 převzal funkci vedoucího tiského odboru ministerstva zahraničních věcí.
V souvislosti s pádem svého bratra Rudolfa byl spolu s ním zatčen 23. listopadu 1951 a obžalován z vyzvědačství. Před soud byl postaven ve společném procesu s dalšími diplomaty (Pavel Kavan, Karel Dufek, Eduard Goldstücker) a odsouzen k dlouholetému žaláři. V letech 1951–1957 byl vězněn v Leopoldově, po propuštění mu byl zakázán pobyt v Praze a v letech 1961–1964 působil jako pedagog na gymnáziu v Sokolově, kde vyučoval cizí jazyky. V roce 1963 byl plně rehabilitován, po odchodu do penze žil v soukromí. Pohřben je v rodných Nezvěsticích.
Kromě žurnalistiky se uplatnil příležitostně také jako spisovatel, v roce 1948 vydal detektivní román Londýnská spirála.